# 奧塞契納
44°22′N 19°36′E / 44.367°N 19.600°E

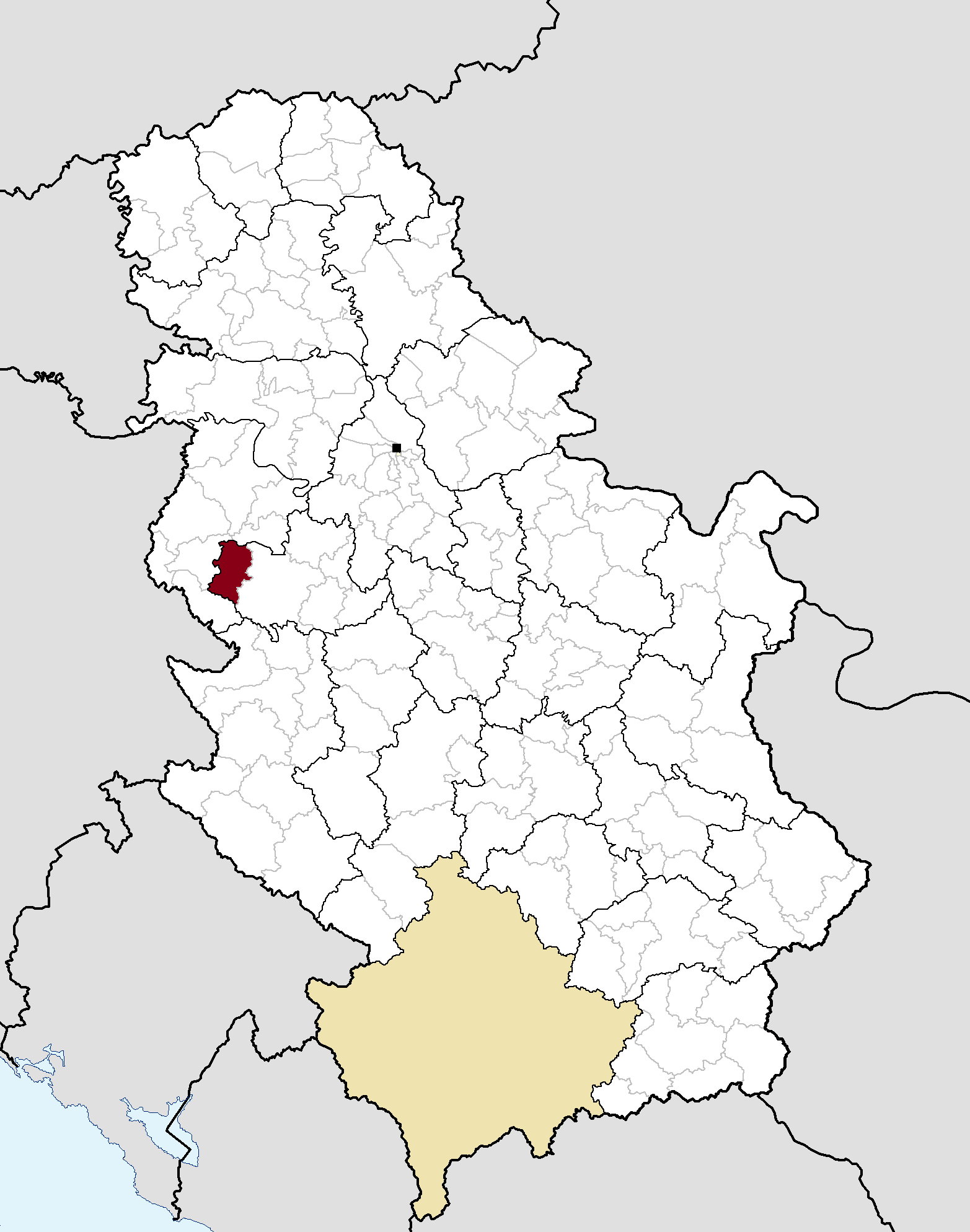

奧塞契納，是塞爾維亞的城鎮，位於該國西北部，由科盧巴拉州負責管轄，面積319平方公里，海拔高度201米，2011年人口12,571，人口密度每平方公里39人。